# Промывка (фотография)
Промывка фотоматериала — стадия химико-фотографической обработки фотоматериала, во время которой из его эмульсионного слоя и подложки удаляются остатки предыдущего раствора и продуктов химических реакций.
Различают промежуточную (между операциями обработки) и окончательную (после всех операций) промывки.

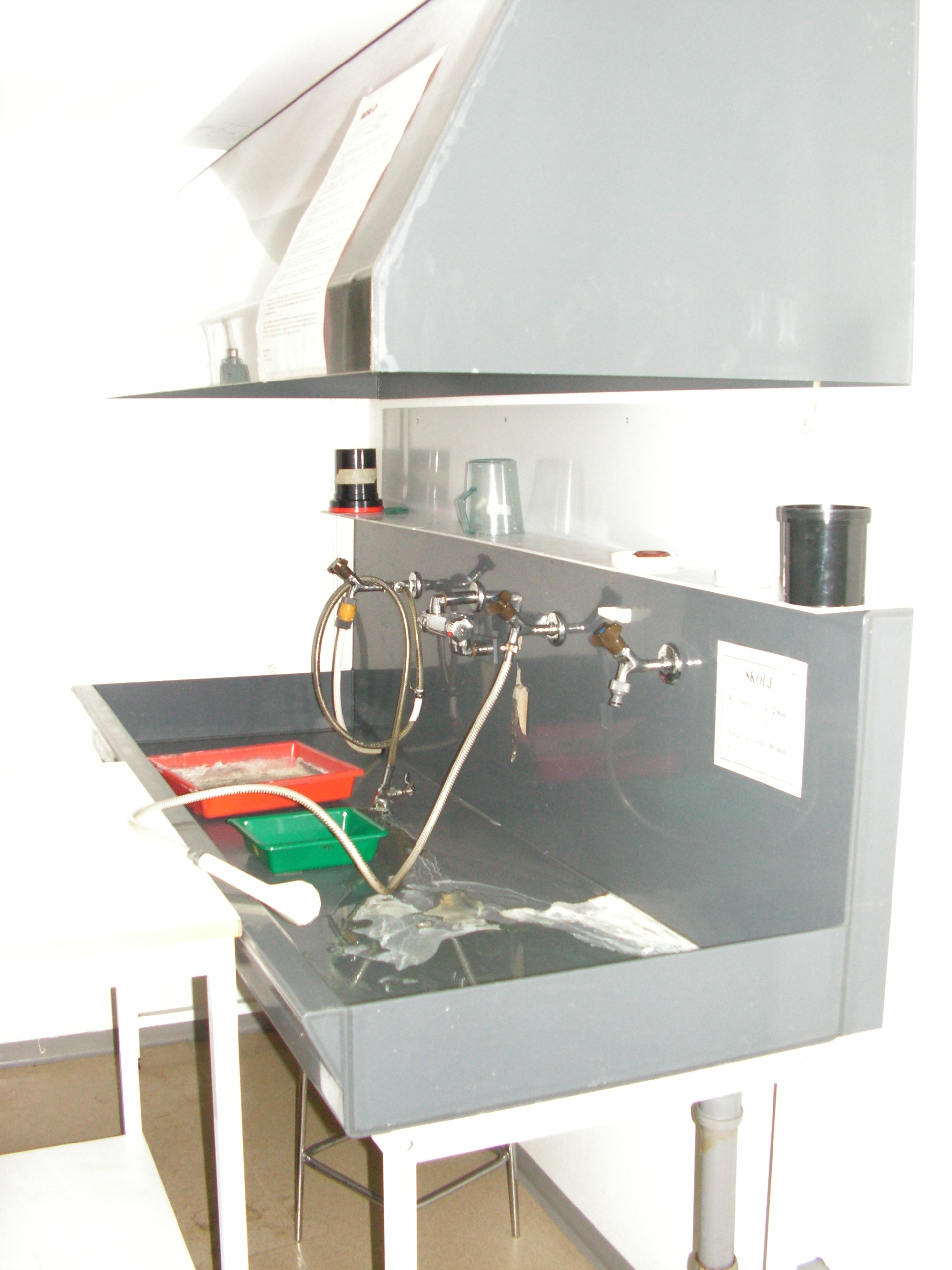

## Условия промывки
Условия промывки, длительность её устанавливаются в зависимости от:
- Цели, достигаемой промывкой на соответствующем этапе фотографического процесса (например, в какой степени требуется после проявления останавливающее действие).
- Степени растворимости удаляемых веществ.
- Скорости диффузии вещества в раствор, обусловленной:
  - относительной концентрацией вещества в эмульсии и в растворе,
  - задубленностью эмульсионного слоя,
  - температурой
  - скоростью смены воды.

## Промежуточная промывка
Производится после некоторых стадий фотографического процесса: проявления, отбеливания, тонирования и т. п.

### Промывка после проявления
Наиболее ответственной является промывка после проявления. Для негативного процесса именно во время этой процедуры прекращается собственно процесс проявления, полностью определяющего все свойства конечного видимого изображения.
При недостаточно качественной промежуточной промывке остатки проявляющего вещества и продуктов реакций при взаимодействии с реагентами фиксирующего раствора могут приводить к:
- росту вуали из-за продолжающегося проявления на слабоэкспонированных участках;
- образованию дихроической вуали (образованной в основном мелкодисперсным коллоидным серебром, восстановленным остатками проявляющего вещества из растворённых в несвежем фиксаже комплексных солей серебра);
- окрашиванию изображения продуктами окисления проявляющего вещества;
- другим эффектам на изображении;

В позитивном процессе промежуточную промывку часто заменяют обработкой в останавливающем растворе для уменьшения затрат времени и получения более повторяемых результатов.
Промежуточная промывка обычно совершается в течение 2-3 минут в проточной воде при температуре 14-20 °C.
При применении кислых фиксажей, имеющих останавливающее действие, длительность промежуточной промывки может быть сокращено.

## Окончательная промывка
Основной задачей окончательной промывки является полное удаление из эмульсионного слоя и подложки всех веществ, которые могут оказать влияние на сохранность как самого изображения, так и компонентов эмульсионного слоя и подложки при длительном хранении.
Окончательная промывка обычно осуществляется в проточной воде, так как при отсутствии смены воды выравнивание концентраций веществ в растворе и желатиновом слое происходит за 5 и менее минут, в результате чего диффузия веществ из эмульсии прекращается.
Типичное время окончательной промывки фотоматериалов:
- Чёрно-белые фотоплёнки общего назначения — 15-20 минут
- Цветные многослойные фотоплёнки — 20-25 минут
- Фотобумаги — 20-25 минут
- Рентгеновские плёнки — до 1 часа.

### Применение морской воды
При недостатке пресной воды применяют последовательную промывку в морской и в малом количестве пресной воды. Длительность таких промывок — 15 и 5 минут для плёнок, 30 и 5 минут — для фотобумаг.
Применяется также промывка душем. В любительских условиях большие количества обработанных фотоотпечатков часто промываются в перемешиваемой душем ванне.

### Ополаскивание
Для улучшения окончательной промывки применяют предварительное кратковременное ополаскивание фотоматериала в 0,3 % растворе кальцинированной соды.

### Элиминаторы
Иногда ускорить окончательную промывку удаётся применением специальных растворов — элиминаторов (разрушителей) фиксирующих веществ. Наиболее эффективен раствор состава:
- 1л воды
- 125 мл 3 % перекиси водорода
- 100 мл 3 % раствора аммиака

Однако при такой обработке желатиновый слой может размягчаться. Для предотвращения этого материал опускают в 1 % раствор формалина на 3 минуты.
Элиминатором служит также раствор перманганата калия (2-3 кристалла на 1 л воды). В этом случае раствор меняют через каждые 3-4 минуты, пока он не перестанет светлеть.

### Качество промывки
Контрольный раствор:
- 1 л дистиллированной воды
- 1.2 г перманганата калия
- 2.4 г едкого натра

При достаточной промывке раствор не должен менять цвет при помещении в него кусочка фотоматериала.